# Старо-Кріушанська волость
Старо-Кріушанська волость — історична адміністративно-територіальна одиниця Богучарського повіту Воронізької губернії з центром у слободі Стара Кріуша.
Станом на 1880 рік складалася 4 поселень, 2 сільських громад. Населення — 8444 особи (4172 чоловічої статі та 4272 — жіночої), 1136 дворових господарств.
|                     | Площа, десятин | У тому числі орної, дес. |
| ------------------- | -------------- | ------------------------ |
| Сільських громад    | 26939          | 22867                    |
| Приватної власності | —              | —                        |
| Іншої власності     | 338            | 272                      |
| Загалом             | 27277          | 23139                    |

Єдине поселення волості на 1880 рік:
- Стара Кріуша — колишня державна слобода при річці Кріуша за 60 верст від повітового міста, 6601 особа, 970 дворів, 2 православні церкви, молитовний будинок, школа, 7 лавок, 3 ярмарки на рік.
- Скрипнікова — колишня державна слобода при річці Кріуша, 1529 осіб, 141 двір, православна церква, школа.

За даними 1900 року у волості налічувалось 6 поселень зі змішаним українським й російським населенням, 3 сільських товариства, 45 будівель й установ, 1887 дворових господарств, населення становило 10 490 осіб (5342 чоловічої статі та 5148 — жіночої).
1915 року волосним урядником був Василь Федорович Гарбузов, старшиною — Юхим Якович Балашов, волосним писарем — Михайло Федорович Нікітін.